# Calotă sferică

Calotă sferică

Calota sferică (din franceză calotte, „boltă”) sau segmentul sferic este una dintre cele două părți ale unei sfere obținute prin secționarea acesteia cu un plan.
Aria calotei sferice și volumul mărginit de ea sunt date de formulele:
{\displaystyle A=2\pi rh,\!}
{\displaystyle V={\frac {\pi h^{2}}{3}}(3r-h)={\frac {\pi h}{6}}(3a^{2}+h^{2}),\!}
unde:
- r — raza sferei
- a — raza calotei
- h — înălțimea acesteia.